# Canton de la Plaine d'Illibéris
Le canton de la Plaine d'Illibéris est une circonscription électorale française du département des Pyrénées-Orientales créée par le décret du 26 février 2014 et entrée en vigueur lors des premières élections départementales suivant la publication du décret.

## Histoire
Un nouveau découpage cantonal des Pyrénées-Orientales entre en vigueur à l'occasion des élections départementales de 2015. Il est défini par le décret du 26 février 2014, en application des lois du 17 mai 2013 (loi organique 2013-402 et loi 2013-403). Les conseillers départementaux sont, à compter de ces élections, élus au scrutin majoritaire binominal mixte. Les électeurs de chaque canton élisent au Conseil départemental, nouvelle appellation du Conseil général, deux membres de sexe différent, qui se présentent en binôme de candidats. Les conseillers départementaux sont élus pour 6 ans au scrutin binominal majoritaire à deux tours, l'accès au second tour nécessitant 12,5 % des inscrits au 1er tour. En outre la totalité des conseillers départementaux est renouvelée. Ce nouveau mode de scrutin nécessite un redécoupage des cantons dont le nombre est divisé par deux avec arrondi à l'unité impaire supérieure si ce nombre n'est pas entier impair, assorti de conditions de seuils minimaux. Dans les Pyrénées-Orientales, le nombre de cantons passe ainsi de 31 à 17.
Le nouveau canton de la Plaine d'Illibéris est formé de communes des anciens cantons de la Côte radieuse (2 communes) et d'Elne (7 communes). Avec ce redécoupage administratif, le territoire du canton s'affranchit des limites d'arrondissements, avec 8 communes incluses dans l'arrondissement de Céret et 1 dans celui de Perpignan. Le bureau centralisateur est situé à Elne.

## Représentation
| Période élective | Période élective | Mandat | Mandat   | Identité                    | Nuance | Nuance | Qualité                                                                                                  |
| ---------------- | ---------------- | ------ | -------- | --------------------------- | ------ | ------ | --- |
| 2015             | 2021             | 2015   | 2021     | Nicolas Garcia              |        | PCF    | Journaliste Maire d'Elne (2001-2014 et depuis 2020), Vice-Président du conseil départemental             |
| 2015             | 2021             | 2015   | 2021     | Marie-Pierre Sadourny-Gomez |        | PS     | Responsable administrative et financière Conseillère municipale de Saint-Cyprien                         |
| 2021             | 2028             | 2021   | en cours | Nicolas Garcia              |        | PCF    | Conseiller sortant, Premier Vice-Président du conseil départemental                                      |
| 2021             | 2028             | 2021   | en cours | Marie-Pierre Sadourny       |        | PS     | Conseillère sortant, Première adjointe au maire d'Ortaffa, 6ème Vice-Présidente du conseil départemental |

### Résultats détaillés

#### Élections de mars 2015
À l'issue du 1er tour des élections départementales de 2015, trois binômes sont en ballottage : Jean-Philippe Gaulard et Dominique Regnier (FN, 32,2 %), Nicolas Garcia et Marie-Pierre Sadourny (Union de la Gauche, 30,89 %) et Yves Barniol et Catherine Jourda (DVD, 30,15 %). Le taux de participation est de 57,63 % (12 759 votants sur 22 140 inscrits) contre 55,72 % au niveau départemental et 50,17 % au niveau national.
Au second tour, Nicolas Garcia et Marie-Pierre Sadourny (Union de la Gauche) sont élus avec 35,2 % des suffrages exprimés et un taux de participation de 62,51 % (4 713 voix pour 13 834 votants et 22 130 inscrits).

#### Élections de juin 2021
Le premier tour des élections départementales de 2021 est marqué par un très faible taux de participation (33,26 % au niveau national). Dans le canton de la Plaine d'Illibéris, ce taux de participation est de 37,53 % (9 187 votants sur 24 477 inscrits) contre 35,53 % au niveau départemental. À l'issue de ce premier tour, deux binômes sont en ballottage : Nicolas Garcia et Marie-Pierre Sadourny (Union à gauche, 42,55 %) et Marie-Thérèse Costa-Fesenbeck et Stéphane Lecalme (RN, 26,96 %).
Le second tour des élections est marqué une nouvelle fois par une abstention massive équivalente au premier tour. Les taux de participation sont de 34,36 % au niveau national, 38,03 % dans le département et 39,49 % dans le canton de la Plaine d'Illibéris. Nicolas Garcia et Marie-Pierre Sadourny (Union à gauche) sont élus avec 58,31 % des suffrages exprimés (5 237 voix pour 9 671 votants et 24 492 inscrits),,.

## Composition

Carte du canton dans les Pyrénées-Orientales.

Le nouveau canton de la Plaine d'Illibéris comprend neuf communes entières.
| Nom                             | Code Insee | Intercommunalité                                       | Superficie (km2) | Population (dernière pop. légale) | Densité (hab./km2) | Modifier                                    |
| ------------------------------- | ---------- | ------------------------------------------------------ | ---------------- | --------------------------------- | ------------------ | ------------------------------------------- |
| Elne (bureau centralisateur)    | 66065      | CC des Albères, de la Côte Vermeille et de l'Illibéris | 21,29            | 9 479 (2022)                      | 445                | modifier les données · modifier les données |
| Alénya                          | 66002      | CC Sud Roussillon                                      | 5,34             | 3 712 (2022)                      | 695                | modifier les données · modifier les données |
| Bages                           | 66011      | CC des Albères, de la Côte Vermeille et de l'Illibéris | 11,95            | 4 519 (2022)                      | 378                | modifier les données · modifier les données |
| Corneilla-del-Vercol            | 66059      | CC Sud Roussillon                                      | 5,43             | 2 679 (2022)                      | 493                | modifier les données · modifier les données |
| Latour-Bas-Elne                 | 66094      | CC Sud Roussillon                                      | 3,31             | 3 224 (2022)                      | 974                | modifier les données · modifier les données |
| Montescot                       | 66114      | CC Sud Roussillon                                      | 6,02             | 1 595 (2022)                      | 265                | modifier les données · modifier les données |
| Ortaffa                         | 66129      | CC des Albères, de la Côte Vermeille et de l'Illibéris | 8,49             | 1 889 (2022)                      | 222                | modifier les données · modifier les données |
| Théza                           | 66208      | CC Sud Roussillon                                      | 4,83             | 2 181 (2022)                      | 452                | modifier les données · modifier les données |
| Villeneuve-de-la-Raho           | 66227      | CU Perpignan Méditerranée Métropole                    | 11,41            | 4 416 (2022)                      | 387                | modifier les données · modifier les données |
| Canton de la Plaine d'Illibéris | 6612       |                                                        | 78,07            | 33 694 (2022)                     | 432                | modifier les données                        |

## Démographie
En 2022, le canton comptait 33 694 habitants, en évolution de +10,81 % par rapport à 2016 (Pyrénées-Orientales : +3,92 %, France hors Mayotte : +2,11 %).
| 2013   | 2018   | 2022   |
| ------ | ------ | ------ |
| 28 752 | 31 505 | 33 694 |